# Оснастка технологическая
Оснастка технологическая — совокупность приспособлений для установки и закрепления заготовок и инструмента, выполнения сборочных операций, транспортирования заготовок, полуфабрикатов, деталей или изделий. Использование оснастки позволяет осуществлять дополнительную или специальную обработку и/или доработку выпускаемых изделий. Тележки выполненные не по стандартам относятся к грузотранспортировочному оборудованию изготовленному согласно норм и ТУ разработчика и изготовителя. 

## Типы технологической оснастки
- измерительная
- контрольная
- транспортная
- фиксационная
- обрабатывающая
- манипулирующая
- охлаждающая

## Примеры технологической оснастки
- Инструмент
- Формы для отливки
- Приспособления для транспортировки